# Čebelarstvo v Sloveniji
V Sloveniji je čebelarstvo način življenja številnih posameznikov, družin in skupnosti, ki pridobivajo čebelje pridelke za prehrano in tradicionalno medicino ter s svojim znanjem in veščinami skrbijo za čebele in okolje.
Edina podvrsta v Sloveniji je kranjska čebela. Čebelarji imajo okrog 200.000 čebeljih družin in s kontrolirano vzrejo čebeljih matic skrbijo za ohranjanje njenih cenjenih lastnosti: nežnosti, rodnosti, odlične orientacije in odpornosti na vremenske vplive. Čebele redijo večinoma v lesenih čebelnjakih v bližini čebelarskih domov. Skupnosti izražajo ljubeč in spoštljiv odnos do čebel, s tem povezana znanja, veščine in prakse pa so oblikovane s stoletno tradicijo in se prenašajo iz roda v rod. Čebelarji, ki imajo čebele za svoje učitelje in prijatelje ter simbole vrline, bistrosti in varčnosti, z nenehnim raziskovanjem širijo svoje znanje in veščine. 
Pomen čebelarstva na Slovenskem se odraža v njegovi bogati terminologiji ter v akademskih, literarnih in folklornih besedilih (s tiskovinami od 18. stoletja dalje, ki širijo znanje, prozo, poezijo in izreke, povezanimi s čebelarstvom), umetnosti (z značilnimi poslikanimi panoji in verski in posvetni motivi na panjih) in arhitekturi (z gradnjo tradicionalnih čebelnjakov).

## Unescova nesnovna kulturna dediščina
Ministrstvo za kulturo je vodilo projekt priprave nominacije enote nesnovne dediščine čebelarstva v Sloveniji za vpis na UNESCO Reprezentativni seznam nesnovne kulturne dediščine človeštva. Nominacija, ki jo je na svoji seji marca 2021 sprejela vlada, temelji na enotah nesnovne dediščine, vpisanih v Register nesnovne kulturne dediščine med 2018 in 2020, in sicer: čebelarstvo, poslikavanje panjskih končnic, prevozno čebelarstvo, izdelovanje panjev in čebelnjakov, vzreja čebeljih matic kranjske čebele, apiterapija, izdelovanje malih kruhkov in lesenih modelov, lectarstvo.
Nominacija je temeljila na Operativnih direktivah za implementacijo Konvencije o varovanju nesnovne kulturne dediščine, ki natančno določajo obliko nominacijskega obrazca. Pripravljena je bila v angleškem jeziku kot uradnem jeziku UNESCO, njen naslov je bil Beekeeping in Slovenia, A Way of Life«, v slovenskem prevodu Čebelarstvo v Sloveniji, način življenja.
Podporo k nominaciji so izrazili posamezniki, aktivni čebelarji in čebelarke, mladi, aktivni v čebelarskih krožkih, izobraževalni zavodi in civilna združenja, tudi UNESCO šole, združene v mrežo ASP net. Formalno so nominacijo podprli predstavniki različnih strok od kmetijstva do turizma in državnih organov. Čebelarstvo je pomemben del mednarodne promocije Slovenije, kamor spada tudi svetovni dan čebel 20. maja in v katero se vključujejo tudi diplomatsko-konzularna predstavništva v tujini. Mednarodno uveljavljenost slovenskega čebelarstva, sodelovanje z državami pri prenosu znanj, izpričujejo izrazi podpor iz tujine in podpora predstavnikov mednarodne čebelarske organizacije Apimondia.